# ثين روزنباوم
ثين روزنباوم (بالإنجليزية: Thane Rosenbaum)‏ (1960، نيويورك في الولايات المتحدة)؛ روائي أمريكي. درس في جامعة فلوريدا.

## روابط خارجية
- ثين روزنباوم على موقع IMDb (الإنجليزية)
- ثين روزنباوم على موقع قاعدة بيانات الفيلم (الإنجليزية)